# Solna gymnasium
Solna gymnasium (tidigare Vasalundsgymnasiet) är en kommunal gymnasieskola i Solna kommun, i stadsdelen Råsunda.
Solna gymnasium samarbetar bland annat med Kungliga tekniska högskolan (KTH), AIK Fotboll, AIK Hockey, Karolinska Institutet, Rymdbolaget, Solna Vikings, Stockholms bandyförbund, Sollentuna volleybollklubb och SF Bio AB. Solna Gymnasium har inriktningar på idrott, bland annat fotboll, innebandy, handboll, volleyboll och basket.

## Historik
Skolans namn var före 2003 Vasalundsgymnasiet och före 1966 Solna högre allmänna läroverk.
Skolbyggnaden, ritad av Nils Tesch, invigdes 1948 av kronprins Gustaf Adolf.

## Program som erbjuds på skolan
- Barn- och fritidsprogrammet
- Ekonomiprogrammet
- Elprogrammet
- Naturvetenskapsprogrammet
- Samhällsvetenskapsprogrammet
- Elitidrott, (Samhällsvetenskapsprogrammet), (Naturvetenskapsprogrammet) eller (Elprogrammet)
- Introduktionsprogrammet